# Angimordella
Angimordella burmitina
Genre
Espèce
Angimordella est un genre fossile de petits insectes de l'ordre des coléoptères, de la famille des Mordellidae (communément appelés coléoptères sauteurs, du fait de leur mode de fuite devant un prédateur).
Un seul fossile préservé dans de l'ambre birman et attribué à l'espèce Angimordella burmitina a été décrit en 2019. Il est daté du début du Crétacé supérieur (Cénomanien), il y a environ 99 millions d'années,.
La présence de pollens d'angiospermes collés sur les poils du corps de ce coléoptère apporte une preuve directe de la pollinisation de ces plantes à fleurs par des insectes dès le tout début du Crétacé supérieur, il y a environ 99 millions d'années.

## Description
Angimordella montre des caractéristiques d'insecte pollinisateur :
- un corps allongé, adapté à la visite des fleurs ;
- les pièces buccales, révélées en microtomographie aux rayons X, indiquent une spécialisation pour une alimentation en pollens ;
- la présence de grains de pollens tricolpés, une morphologie présentant trois sillons (« colpi » ou apertures), qui permet la reconnaissance de ce type pollinique caractéristique des dicotylédones vraies ou eudicotylédones, un clade important dans les classifications phylogénétiques des angiospermes, appelé aussi parfois Tricolpata[3].

C'est un petit coléoptère d'une longueur, pour ce spécimen unique, de 4,25 millimètres. Il est caractérisé par un pronotum et des élytres striés dorsalement et des antennes resserrées.

### Corps
Son corps est fortement convexe, plus large près de la base du prothorax et légèrement rétréci antérieurement et postérieurement. Le rapport longueur/plus grande largeur du corps est de 3:2.

### Tête
Sa tête est large avec une longueur de 0,51 mm. La région occipitale est ridée et poilue. Ses yeux composés sont formés de petites facettes sans poils. Ses antennes relativement courtes, avec 7 segments (antennomères) visibles, sont très dentelées et couvertes de poils.

## Pollinisation
Des preuves directes de pollinisation par les insectes au Crétacé étaient déjà connues, mais elles ne concernaient que les gymnospermes. La découverte d'un insecte pollinisateur des angiospermes daté d'environ 99 millions d'années, reculerait la pollinisation des plantes à fleurs d'environ 50 millions d'années.
62 grains de pollens ont été observés sur la partie gauche (la seule visible) du corps du coléoptère. Ces pollens sont globalement sphériques, mais aplatis aux pôles, avec une taille moyenne de 25 × 15 micromètres. 